# Sinfonia n. 24 (Mozart)

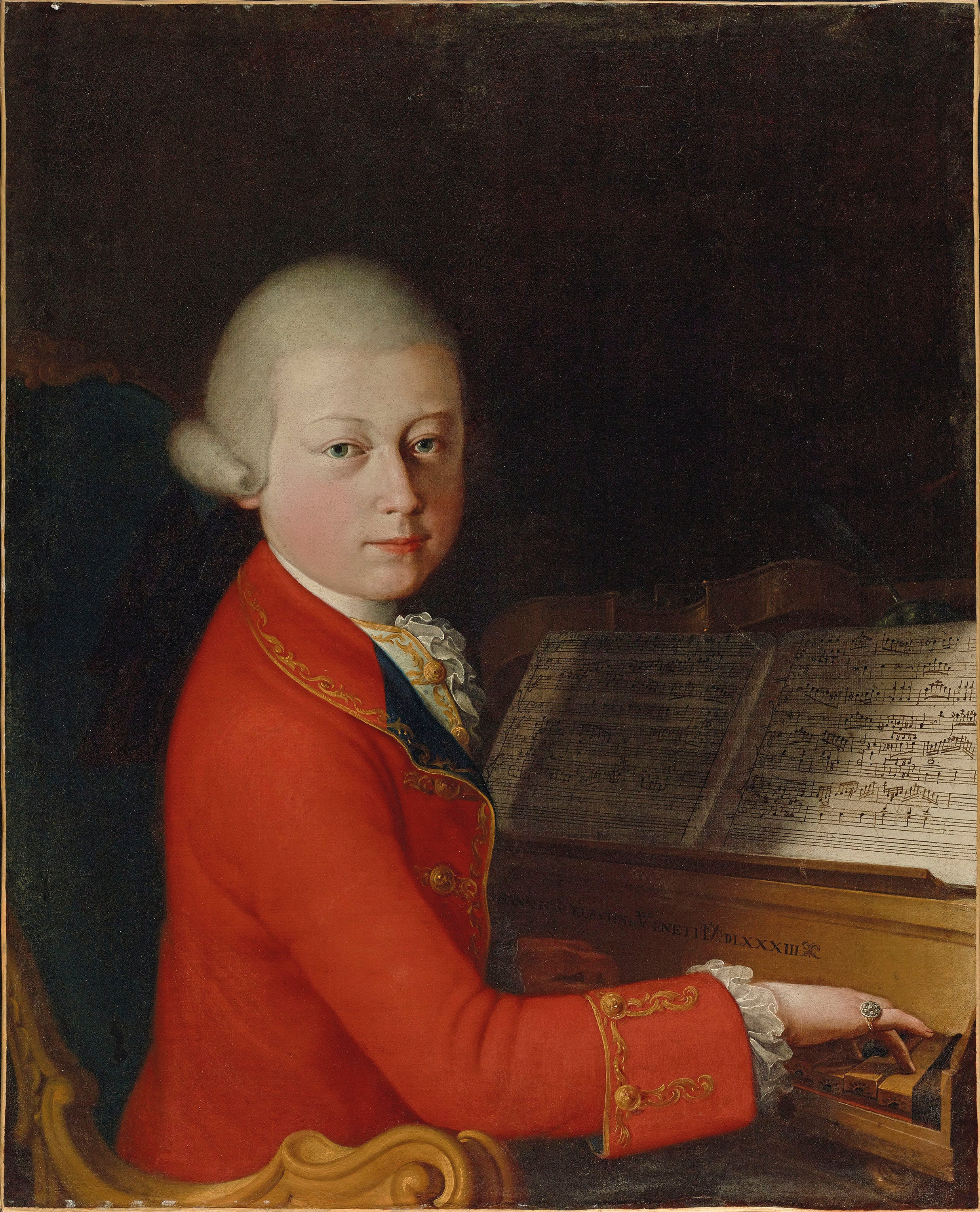
Wolfgang Amadeus Mozart nel 1770.

La sinfonia n. 24 in Si bemolle maggiore K 182/173dA di Wolfgang Amadeus Mozart venne completata a Salisburgo il 3 ottobre 1773.

## Storia

### Contesto
La carriera di Mozart come sinfonista era iniziata a Londra durante la grande tournée europea della famiglia Mozart fra il giugno 1763 e il novembre 1766. Il padre, Leopold, aveva pianificato il viaggio per esibire il talento dei propri figli, Wolfgang e Maria Anna, presso le principali corti europee. In questo periodo Wolfgang venne a contatto con le principali tradizioni musicali europee (tedesca, britannica, francese e italiana) e realizzò le sue prime sinfonie, che si ponevano nel solco delle composizioni in tre movimenti all'italiana in stile galante di Carl Friedrich Abel e di Johann Christian Bach. Inoltre, ascoltò anche le sinfonie di altri compositori come Thomas Arne, William Boyce e Giuseppe Sammartini.
In seguito, Leopold e i suoi figli trascorsero diversi mesi nel 1768 a Vienna durante i quali Wolfgang adattò il proprio stile ai gusti del pubblico viennese, adottando fra le varie cose la struttura della sinfonia in quattro movimenti. Wolfgang e suo padre Leopold fecero tre viaggi in Italia fra il dicembre 1769 e il maggio 1773. In questo periodo Wolfgang alternò i suoi viaggi con soggiorni a Salisburgo, durante i quali compose l'opera Mitridate, re di Ponto, oltre a diverse sinfonie influenzate dal gusto italiano.

### Composizione
Fra marzo 1773 e novembre 1774 Mozart compose a Salisburgo nove sinfonie: la n. 26 a marzo o autunno 1773, la n. 22 a marzo o aprile 1773, la n. 27 ad aprile 1773, la n. 23 a maggio 1773, la n. 24 a ottobre 1773, la n. 25 a ottobre 1773, la n. 29 ad aprile 1774,  la n. 30 a maggio 1774 e la n. 28 a novembre 1773 o 1774. Si tratta di un periodo della vita di Mozart scarno di dettagli. Fino a dicembre 1773, mese in cui si recò a Monaco di Baviera per supervisionare la prima rappresentazione della sua opera La finta giardiniera, trascorse l'intero anno a Salisburgo e, quindi, non esistono lettere ai parenti. Nello stesso periodo fu assunto come primo violino (insieme a Michael Haydn, fratello minore del più celebre Franz Joseph) alla corte arcivescovile di Salisburgo.
Il committente e lo scopo di queste sinfonie sono sconosciuti, ma è possibile che fossero destinate a mecenati italiani e che facessero parte di un gruppo unitario. Mozart apprezzò queste sinfonie tanto che le eseguì nuovamente a Vienna nel 1783. Tuttavia, poiché era insolito proporre al pubblico vecchie composizioni, dovette presentarle come nuove sinfonie. Questo, forse, è il motivo per cui Mozart cancellò le date dai manoscritti originali. I musicologi, in seguito, riuscirono a collocare cronologicamente le composizioni, anche se permangono alcune incertezze sulle sinfonie n. 22 e n. 28. Le sinfonie n. 22, 23, 24, 26 e 27 sono costituite da tre movimenti e, tranne la n. 27, hanno caratteristiche di ouverture all'italiana come la durata abbastanza breve, un movimento centrale in stile pastorale e fanfare, mentre le n. 25, 28, 29 e 30 sono composte in quattro movimenti e contengono il minuetto.
Mozart e suo padre Leopold assistettero alla prima esecuzione dell'opera Lucio Silla, a Milano, il 26 dicembre 1772 e, nel maggio 1773, ritornarono a Salisburgo dal loro terzo viaggio in Italia. A luglio partirono per Vienna, forse alla ricerca di una prestigiosa occupazione presso la corte imperiale ma, nonostante fossero stati ricevuti il 5 agosto dall'imperatrice Maria Teresa d'Austria, le loro speranze rimasero vane. Tuttavia, il soggiorno viennese fu propizio per la crescita artistica di Mozart, che ebbe modo di conoscere alcune sinfonie di Franz Joseph Haydn, Jan Křtitel Vaňhal e Carl Ditters von Dittersdorf, tutte in tonalità minore. Queste composizioni suggestionarono Mozart al punto che, tornato a Salisburgo a fine settembre 1773, volle sperimentare le nuove nozioni acquisite.
All'inizio di ottobre apparvero due nuove sinfonie, la n. 24, di gusto galante e italianeggiante, datata 3 ottobre, e la n. 25, di carattere più drammatico, datata 5 ottobre. Entrambe le date sul manoscritto autografo furono successivamente cancellate. Secondo il musicologo Brian Robins è probabile che una o entrambe le sinfonie fossero state almeno iniziate a Vienna, in quanto è poco plausibile che Mozart abbia prodotto ben due lavori di grandi dimensioni entro una settimana dal suo ritorno a casa. Il nuovo stile di queste sinfonie non piacque a Leopold Mozart che, in una lettera del 1778 a suo figlio, scrisse che: «Ciò che non ti fa onore è meglio che non venga conosciuto. Pe questo motivo non ho dato a nessuno le tue sinfonie, sapendo fin da ora che tu stesso, per quanto potessi esserne soddisfatto quando le scrivesti, con il passare degli anni, quando sarai più maturo e avrai acquisito discernimento, sarai ben lieto che nessuno le abbia sentite».

## Prima esecuzione  e pubblicazione
La data e il luogo della prima esecuzione non sono noti e non si conosce neanche lo scopo originario della composizione. Il manoscritto originale è conservato presso la Biblioteca di Stato di Berlino. La prima edizione fu pubblicata nel 1880 da Breitkopf & Härtel a Lipsia, che la stampò con il nome Wolfgang Amadeus Mozarts Werke, Serie VIII, No. 24.

## Strumentazione
La partitura è scritta per un'orchestra composta da:
- Archi: violino 1° e 2°, viola, violoncello/contrabbasso.
- Fiati: due oboi e due flauti.
- Ottoni: due corni.

La partitura non prevede espressamente il fagotto e il clavicembalo ma, nelle orchestre dell'epoca, era prassi comune utilizzare questi due strumenti, se presenti, per rinforzare la linea del basso o come basso continuo, anche senza notazione separata.

## Struttura e analisi
Sono presenti solo tre movimenti, secondo lo stile dell'ouverture operistica all'italiana:
1. Allegro spiritoso, in Si bemolle maggiore, tempo 4/4.
2. Andantino grazioso, in Mi bemolle maggiore, tempo 2/4.
3. Allegro, in Si bemolle maggiore, tempo 3/8.

L'esecuzione integrale dura circa 10 minuti. 

### Allegro spiritoso
Il primo movimento, Allegro spiritoso, è scritto in Si bemolle maggiore, in tempo 4/4 e segue la forma-sonata. Si apre con un tema principale basato su una triade tonica discendente con dinamica forte dell'intera orchestra, al quale seguono figurazioni con trilli realizzate in piano dai soli violini. Di seguito, l'incipit del movimento:

### Andantino grazioso
Il secondo movimento, Andantino grazioso, è in Mi bemolle maggiore e in tempo 2/4. Il movimento lento è basato su due temi, con un dialogo fra gli archi e i fiati. Gli oboi del primo movimento sono sostituiti dai flauti e gli archi sono smorzati con l'applicazione dei sordini, creando un'atmosfera pastorale tipica di alcuni movimenti centrali delle sinfonie operistiche di gusto italiano. Di seguito, l'incipit del movimento:

### Allegro
Il terzo e ultimo movimento, Allegro, ritorna alla tonalità iniziale di Si bemolle maggiore e l'indicazione del tempo è 3/8. Si tratta di un movimento piuttosto breve, in forma di rondò, con temi e contrasti tipici dell'opera buffa italiana. Di seguito, l'incipit del movimento: